# Carlos Manuel Martínez Castro
Carlos Manuel Martínez Castro (Santa Ana, 30 maart 1999) is een Costa Ricaans voetballer die sinds 2020 uitkomt voor AD San Carlos. Martínez Castro is een verdediger.

## Clubcarrière
Martínez Castro werd geboren in Costa Rica als zoon van Nicaraguaanse ouders. In 2015 werd hij ingelijfd door de Aspire Academy in Senegal, die hem twee jaar later samen met Abdul Nurudeen en Souleymane Aw naar zusterclub KAS Eupen stuurde. Bij Eupen kreeg hij echter geen speelkansen in de hoofdmacht. In januari 2019 leende Eupen Martínez Castro uit aan CS Herediano, waar hij één wedstrijd in de Primera División Clausura speelde. In juni 2019 werd zijn contract bij Eupen in onderling overleg ontbonden, waarop Martínez Castro definitief terug naar Costa Rica trok.

## Clubstatistieken
| Seizoen         | Club            | Land                | Competitie         | Competitie | Competitie | Beker | Beker | Supercup | Supercup | Internationaal | Internationaal | Totaal | Totaal |
| Seizoen         | Club            | Land                | Competitie         | Wed.       | Dlp.       | Wed.  | Dlp.  | Wed.     | Dlp.     | Wed.           | Dlp.           | Wed.   | Dlp.   |
| --------------- | --------------- | ------------------- | ------------------ | ---------- | ---------- | ----- | ----- | -------- | -------- | -------------- | -------------- | ------ | ------ |
| 2017/18         | KAS Eupen       | Vlag van België     | Jupiler Pro League | 0          | 0          | 0     | 0     | —        | —        | —              | —              | 0      | 0      |
| 2018/19         | KAS Eupen       | Vlag van België     | Jupiler Pro League | 0          | 0          | 0     | 0     | —        | —        | —              | —              | 0      | 0      |
| 2018/19         | → CS Herediano  | Vlag van Costa Rica | Primera División   | 1          | 0          | 0     | 0     | —        | —        | 0              | 0              | 1      | 0      |
| 2019/20         | Guadalupe FC    | Vlag van Costa Rica | Primera División   | 32         | 0          | 0     | 0     | —        | —        | —              | —              | 32     | 0      |
| 2020/21         | AD San Carlos   | Vlag van Costa Rica | Primera División   | 11         | 0          | 0     | 0     | —        | —        | —              | —              | 11     | 0      |
| Carrière totaal | Carrière totaal | Carrière totaal     | Carrière totaal    | 44         | 0          | 0     | 0     | 0        | 0        | 0              | 0              | 44     | 0      |

Bijgewerkt op 12 november 2020.

## Interlandcarrière
Martínez nam in 2018 met Costa Rica –20 deel aan het CONCACAF-kampioenschap –20 in de Verenigde Staten. Op 27 maart 2022 maakte hij zijn interlanddebuut voor Costa Rica: in de WK-kwalificatiewedstrijd tegen El Salvador (1-2-winst) liet bondscoach Luis Fernando Suárez hem in de 73e minuut invallen voor Keysher Fuller.
1 Navas ·
2 Chacón ·
3 Vargas ·
4 Fuller ·
5 Borges ·
6 Duarte ·
7 Contreras ·
8 Oviedo ·
9 Bennette ·
10 Ruiz  ·
11 Venegas ·
12 Campbell ·
13 Torres ·
14 Salas ·
15 Calvo ·
16 Martínez ·
17 Tejeda ·
18 Esteban ·
19 Waston ·
20 Aguilera ·
21 López ·
22 Matarrita ·
23 Sequeira ·
24 Wilson ·
25 Hernández ·
26 Zamora ·
Coach: Suárez